# TrueMotion
On2 TrueMotion Video Compression ist eine Reihe von Formaten für verlustbehaftet komprimierte Videodaten und zugehörigen Videocodecs, die von dem ehemaligen Unternehmen On2 Technologies Inc. entwickelt und vertrieben wurden.

## Geschichte
Herstellerangaben zufolge begann die Entwicklung in den frühen 1990ern. Die ersten Versionen des Formates zielten hauptsächlich auf die Verwendung für FMV-Sequenzen in Computerspielen und wurden entsprechend verwendet. Daher waren sie besonders auf begrenzten Ressourcenbedarf ausgelegt. Auch spätere Versionen des Codecs waren im Vergleich zu den derzeitigen Hauptmitbewerbern recht sparsam im Rechenbedarf.
Anfangs gab es nur Hardware-Implementierungen des Codecs, die nur auf speziellen Hardware-Modulen liefen.

### TrueMotion-S
TrueMotion S (auch TrueMotion 1.0) wurde gegen Ende 1993 veröffentlicht, als das Unternehmen noch The Duck Corporation hieß. Beginnend mit TrueMotion-S („S“ für „Software“) stieg Duck auf reine Software-Implementierungen um, die auf normalen Allzweck-Prozessoren laufen. Das Format wurde in den 1990ern für FMV-Sequenzen in Computerspielen der zweiten CD-ROM-basierten Spielekonsolen (5. Generation, zum Beispiel Sega Saturn) und auch in einigen PC-Spielen (zum Beispiel Batman Forever) eingesetzt.
TrueMotion-S-Daten kommen üblicherweise in AVI-Containern mit dem FourCC codec ID DUCK (oder PVEZ, unter Umständen auch TMOT) in Dateien mit den Endungen .avi, .bin oder .duc. Die Softwarebibliothek libavcodec des FFmpeg-Projektes enthält einen freien Dekodierer für das Format.

### TrueMotion RT
„RT“ (für „real time“, deutsch: Echtzeit) wurde 1996 veröffentlicht. Es war für die Echtzeitaufzeichnung und -verarbeitung von digitalem Videomaterial gedacht.

### TrueMotion 2
FourCC: TM20,
wurde beispielsweise in Final Fantasy 7 eingesetzt

### TrueMotion VP3, TrueMotion VP4
FourCC: VP30, VP31, VP32; VP40
VP3 ist ein für Streaming bei niedrigen Bitraten optimiertes Format. libavcodec enthält einen freien Dekodierer für das Format. Die Code-Basis von VP3.2 stellt die Grundlage des (patent)freien Formates Theora der Xiph.Org Foundation dar.
Das von Paul Wilkins (Cambridge, UK) gegründete Unternehmen Metavisual wurde von On2 aufgekauft, um VP3 auf den Markt zu bringen.
Am ersten Juni 2000 kam Version 3.1, die ein neues Bitstrom-Format einführte, am 16. August Version 3.2.
Ende 2001 wurde die Freigabe als Freie Software angekündigt. 2002 wurde das Format dann mitsamt dem Quelltext der Referenzimplementierungen von VP3(.2) und den damit verbundenen Patenten von On2 der Freie-Software-Gemeinde übergeben und als Freie Software veröffentlicht.
Im April 2001 wurde VP4 veröffentlicht, welcher nur einen verbesserten Kodierer für dasselbe Bitstrom-Format brachte. On2 hat VP4 zur persönlichen, unkommerziellen Nutzung freigegeben.

### TrueMotion VP5
FourCC: VP50.
Eine Vorschauversion von VP5 wurde am 21. Februar 2002 veröffentlicht; Produktiv-Versionen waren ab dem ersten Mai verfügbar. libavcodec enthält einen freien Dekodierer für das Format. Es ist eines der für die Enhanced Versatile Disc (EVD) vorgesehenen Videoformate.

### TrueMotion VP6
VP6 wurde im Mai 2003 veröffentlicht und im Oktober 2003 zur privaten, unkommerziellen Nutzung freigegeben.
Es wurde zum Standardvideoformat für Flash Video gemacht.

### TrueMotion VP7
VP7 wurde im März 2005 freigegeben; seit Juli darf es für private Zwecke kostenlos genutzt werden.

### TrueMotion VP8
VP8 wurde 2008 veröffentlicht.
Nachdem On2 von Google aufgekauft wurde, wurde VP8 am 19. Mai 2010 als Freie Software veröffentlicht und zur bedingungslosen Nutzung freigegeben.

### VP9
VP9 wurde 2013 veröffentlicht.
Es stellt die letzte offizielle Ausgabe der Reihe dar. Das experimentelle VP10 geht als Basis von AV1 in der Videoformatreihe AOMedia Video (AVx) der Alliance for Open Media auf.